# Eddie Arcaro
George Edward Arcaro, född 19 februari 1916, död 14 november 1997, var en amerikansk jockey. Han valdes in i National Museum of Racing and Hall of Fame 1958, och har till 2021 segrat i fler Triple Crown-löp än någon annan jockey. Han är även den enda jockeyn som tagit titeln Triple Crown två gånger. Han anses allmänt som den främste jockeyn inom amerikansk galoppsport.

## Karriär
Arcaro föddes i Cincinnati, Ohio. Hans föräldrar, Pasquale och Josephine, var italienska invandrare och hans far hade ett antal jobb, bland annat taxichaufför. Arcaro föddes för tidigt och vägde endast 1,3 kilo vid födseln. På grund av detta var han mindre än sina klasskamrater och fick avslag när han ville få en plats i ett basebollag. Han skulle som vuxen bli 157 centimeter lång.
Arcaro fick så småningom smeknamnet "Banana Nose" av sina kollegor, och vann sitt första löp 1932 på Agua Caliente Racetrack i Tijuana, Mexiko, vid 16 års ålder.
Arcaro vann sitt första Kentucky Derby 1938 ombord på Lawrin. Han är tillsammans med Bill Hartack den jockey som tagit flest segrar i löpet, med fem stycken. Han är den jockey som har flest vinster i Preakness och Belmont Stakes med sex i vardera löp. Han vann Triple Crown 1941 på Whirlaway och igen 1948 på Citation.
1953 fick Arcaro mottaga George Woolf Memorial Jockey Award, och 1958 valdes han in i National Museum of Racing och Hall of Fame.
Arcaro avled 1997. Han är fortfarande en av de mest kända jockeyerna i amerikansk galoppsports historia.